# Lista de turnês de Michael Jackson e os Jackson 5

Países onde ocorreram turnês do Jackson 5

Aqui estão listadas as turnês de Michael Jackson e Jackson 5.

## Turnês

### The Jackson 5
| Ano | Título                             | Duração                                                        | Número de performances                         |
| --- | ---------------------------------- | -------------------------------------------------------------- | ---------------------------------------------- |
| 1970 | The Jackson 5 First National Tour  | 2 de maio – 30 de dezembro de 1970 (Estados Unidos)            | 14                                             |
| Os Jackson 5 embarcou em sua primeira turnê em 2 de maio de 1970. Os irmãos se apresentaram em cidades dos EUA como Daly City, Boston, Cincinnati e Nova Iorque, e quebrou recordes de público ao longo do caminho. Um show agendado para Buffalo, Nova York teve que ser cancelado devido a ameaças de morte feitas contra a vida de Michael Jackson. Como resultado, nove mil fãs foram reembolsados. |                                    |                                                                |                                                |
| 1971 | The Jackson 5 Second National Tour | 2 de fevereiro – 15 de outubro de 1971 (Estados Unidos)        | 37                                             |
| A segunda turnê dos cinco irmãos pelos Estados Unidos contou com 40 apresentações em cidades americanas como Filadélfia, Nova Iorque e Milwaukee. A banda Commodores, liderada por Lionel Richie, abriu para o quinteto de cinco. |                                    |                                                                |                                                |
| 1971–1972 | The Jackson 5 US Tour              | 27 de dezembro de 1971 – 5 de outubro de 1972 (Estados Unidos) | cerca de 47                                    |
| Os irmãos visitaram locais em cerca de 50 cidades durante sua terceira viagem aos Estados Unidos. |                                    |                                                                |                                                |
| 1972 | The Jackson 5 European Tour        | 2 – 12 de novembro de 1972 (Europa)                            | 8                                              |
| A turnê de dez dias dos irmãos pela Europa fez com que quebrassem recordes de público anteriormente detidos pelos The Beatles. Durante a turnê, a banda se apresentou para Isabel Bowes-Lyon. |                                    |                                                                |                                                |
| 1973–1975 | The Jackson 5 World Tour           | 2 de março de 1973 – 1 de setembro de 1975 (mundial)           | mais de 160 shows durante um período de 3 anos |
| A primeira turnê mundial do quinteto foi realizada em três anos, durante a qual os irmãos visitaram o Japão, Havaí, Reino Unido, América do Sul, Hong Kong, Austrália, Nova Zelândia, Filipinas e Índias Ocidentais. |                                    |                                                                |                                                |
| 1976 | The Jackson 5 Final Tour           | 13 – 19 de fevereiro de 1976 (Filipinas)                       | 6                                              |
| A última turnê do grupo como The Jackson 5, foi realizada em Manila, Filipinas, em fevereiro de 1976, menos de um mês após o término de seu contrato e o Motown Jackson 5 se autodenominar oficialmente The Jacksons. Incluiu seis concertos. |                                    |                                                                |                                                |

### The Jacksons
| Ano | Título             | Duração                                                       | Número de performances                |
| --- | ------------------ | ------------------------------------------------------------- | ------------------------------------- |
| 1977 | The Jacksons Tour  | 19 – 24 de maio de 1977 (Europa e Venezuela)                  | número exato desconhecido             |
| O The Jacksons se apresentou na França, Alemanha, Países Baixos e Reino Unido durante sua turnê pela Europa. Neste último país, os irmãos cantaram em uma Performance do Comando Real para a Rainha Elizabeth II. No dia 25 de fevereiro, eles viajaram para a Venezuela e apareceram na televisão onde anunciam um show único no país. No dia seguinte, o concerto é celebrado na Poliedro de Caracas.   |                    |                                                               |                                       |
| 1978 | Goin' Places Tour  | 22 de janeiro – 13 de maio de 1978 (Estados Unidos e Europça) | número exato desconhecido; ao menos 5 |
| A turnê trouxe os irmãos para fãs nos Estados Unidos e na Europa. |                    |                                                               |                                       |
| 1979–1980 | Destiny World Tour | 22 de janeiro de 1979 – September 26, 1980 (mundial)          | 127                                   |
| O Destiny Tour foi uma turnê de apoio ao álbum Destiny. Os irmãos percorreram 80 cidades dos Estados Unidos e tocaram em várias datas na França, Países Baixos, Suíça, Quênia e Reino Unido. Vários dos shows da turnê tiveram que ser cancelados porque Michael Jackson ficou gripado. |                    |                                                               |                                       |
| 1981 | Triumph Tour       | 8 de julho – 26 de setmbro 1981 (Estados Unidos e Canadá)     | 42                                    |
| Aclamado como um dos maiores shows ao vivo dos anos 1970 e 1980 pela Rolling Stone, o Triumph Tour arrecadou 5,5 milhões de dólares e se tornou uma das turnês de maior sucesso dos Jacksons. Os irmãos se apresentaram em 36 cidades dos Estados Unidos, incluindo Memphis, Tennessee e Los Angeles, Califórnia, onde a banda concluiu sua turnê com quatro shows esgotados.                             |                    |                                                               |                                       |
| 1984 | Victory Tour       | 6 de julho – 9 de dezembro de 1984 (Estados Unidos e Canadá)  | 55                                    |
| O Victory Tour começou logo após o lançamento do álbum Victory e do sucesso de Michael Jackson Thriller. A turnê de cinco meses foi feita nos Estados Unidos e Canadá, e serviu como a última de Michael como vocalista do The Jacksons. A série de concertos de 55 apresentações teve a participação de mais de dois milhões de pessoas e arrecadou mais de 75 milhões de dólares — um recorde na época. |                    |                                                               |                                       |

### Michael Jackson
| Ano | Título                                        | Duração                                                            | Número de performances |
| --- | --------------------------------------------- | ------------------------------------------------------------------ | ---------------------- |
| 1987–1989 | Bad World Tour                                | 12 de setembro de 1987 – 27 de janeiro de 1989 (mundial)           | 123                    |
| O Bad World Tour foi o primeiro show solo de Jackson. Começando em Tóquio, a turnê durou 16 meses, durante os quais Jackson visitou 15 países e se apresentou para quase 4,5 milhões de pessoas. Sete shows esgotados no Wembley Stadium de Londres atraíram mais de meio milhão de pessoas, incluindo Diana, Princesa de Gales e Charles, Príncipe de Gales — estabelecendo um novo recorde mundial por tocar mais datas no estádio do que qualquer outro artista. A turnê Bad foi mais tarde reconhecida como a turnê com maior participação e mais ganhos de todos os tempos, arrecadando mais de 125 milhões de dólares. |                                               |                                                                    |                        |
| 1992–1993 | Dangerous World Tour                          | 27 de junho de 1992 – 11 de novembro de 1993 (mundial)             | 69                     |
| Os shows do Dangerous World Tour atraíram mais de 4 milhões de fãs. A extravagante encenação do set para os shows levou quase três dias para ser montada; 20 caminhões com equipamentos foram transportados em aviões de carga para países ao redor do mundo. A turnê terminou na Cidade do México, com cinco shows esgotados para mais de quinhentas mil pessoas, com o último show em 11 de novembro de 1993. |                                               |                                                                    |                        |
| 1996–1997 | HIStory World Tour                            | 7 de setembro de 1996 – 15 de outubro de 1997 (mundial)            | 83                     |
| Começando em Praga em 7 de setembro de 1996, a série de shows atraiu mais de 4,5 milhões de fãs de 58 cidades em 35 países ao redor do mundo. Foi a turnê mais frequentada de todos os tempos por qualquer artista, arrecadando mais de 165 milhões de dólares. O comparecimento médio ao concerto foi de 54 878. O HIStory World Tour concluiu em Durban em 15 de outubro de 1997. |                                               |                                                                    |                        |
| 1999 | MJ & Friends                                  | 25 – 27 de junho de 1999 (Coreia do Sul e Alemanha)                | 2                      |
| Uma turnê com o objetivo de ajudar a arrecadar fundos para crianças em Kosovo, na África e em outros lugares. Jackson fez dois shows durante a turnê. O primeiro ocorreu em Seul, Coreia do Sul em 25 de junho, e o segundo foi em Munique, Alemanha. Jackson foi acompanhado por um colaborador de longa data, Slash, durante os dois shows. |                                               |                                                                    |                        |
| 1999 | Concertos na véspera de ano novo de 2000      | 31 de dezembro de 1999 (Austrália, Estados Unidos) (cancelado)     | 2                      |
| Em 1999, foi anunciado que Jackson planejava ser a atração principal de dois shows na Véspera de Ano Novo de 1999 para marcar o novo milênio, começando com um evento em Sydney, Austrália, e depois viajando para um segundo evento em Aloha Stadium em Honolulu, Estados Unidos no final do dia. Como o Havaí está 20 horas atrás da Austrália e do outro lado da Linha Internacional de Data, a intenção dos shows era fazer com que Jackson se apresentasse em um dos primeiros países a celebrar o ano novo e, em seguida, um dos últimos. No entanto, em outubro, foi anunciado que os shows foram cancelados, com seu promotor afirmando que Jackson não queria interromper o trabalho em andamento em seu próximo álbum. Os críticos também duvidaram se Jackson seria capaz de voar a tempo devido às restrições de voos noturnos na Austrália. |                                               |                                                                    |                        |
| 2001 | Michael Jackson: 30th Anniversary Celebration | 7 – 10 de setembro de 2001 (Nova Iorque)                           | 2                      |
| Michael Jackson: 30th Anniversary Celebration foram dois shows realizados em 2001. O objetivo das apresentações era marcar o trigésimo aniversário de Jackson como artista solo. Ambos os shows aconteceram no Madison Square Garden na cidade de Nova Iorque. Esta seria a última apresentação pública de Jackson como artista solo e sua apresentação final com seus irmãos. |                                               |                                                                    |                        |
| 2009–2010 | This Is It                                    | 13 de julho de 2009 – 6 de março de 2010 (Reino Unido) (cancelado) | 50                     |
| This Is It foi uma série planejada de cinquenta shows de Michael Jackson a serem realizados na The O2 Arena em Londres, Reino Unido. Jackson anunciou oficialmente os shows em uma coletiva de imprensa realizada dentro da Arena O2, onde afirmou que This Is It seria sua última série de shows. Eles estavam programados para começar em julho de 2009 e continuar até março de 2010, com a venda de todos os ingressos para os shows esgotados. No entanto, Jackson sofreu uma parada cardíaca e morreu devido a uma overdose de propofol e benzodiazepínicos, menos mais de três semanas antes do início do primeiro show. |                                               |                                                                    |                        |

The Jacksons (volta da banda)
| Ano                                                                                                   | Título                    | Duração                                                                    | Número de performances |
| --- | ------------------------- | -------------------------------------------------------------------------- | ---------------------- |
| 2012–2013                                                                                             | Unity Tour                | 20 de junho de 2012 – 27 de julho de 2013 (mundial)                        | 70                     |
| The Unity Tour foi a primeira turnê dos Jacksons nos Estados Unidos em quase três décadas.            |                           |                                                                            |                        |
| 2017                                                                                                  | A Celebration of 50 Years | 11 de junho – 5 de outubro de 2017 (majoritariamente Reino Unido)          | 13                     |
| Uma turnê pelo Reino Unido, com data nos Países Baixos e Canadá, em comemoração aos 50 anos do grupo. |                           |                                                                            |                        |
| 2018                                                                                                  | The Jacksons (2018)       | 24 de fevereiro – 29 de dezembro de 2018 (majoritariamente Estados Unidos) | 16                     |
| Uma turnê nos Estados Unidos.                                                                         |                           |                                                                            |                        |
| 2019                                                                                                  | The Jacksons World Tour   | 10 de janeiro – 7 de setembro de 2019 (mundial)                            | 33                     |
| Uma turnê em vários países.                                                                           |                           |                                                                            |                        |